# 173
El año 173 (CLXXIII) fue un año común comenzado en jueves del calendario juliano, en vigor en aquella fecha.
En el Imperio romano el año fue nombrado el del consulado de Severo y Pompeyano, o menos frecuentemente, como el 926 ab urbe condita, siendo su denominación como 173 a principios de la Edad Media, al establecerse el anno Domini.

## Acontecimientos
- El budismo es introducido en Tíbet.

## Nacimientos
- Maximino el Tracio, emperador romano.